# Papineau (circonscription provinciale)
Pour les articles homonymes, voir Papineau.
Circonscription électorale provinciale du Canada
Papineau est une circonscription électorale provinciale du Québec. Elle a été créée en 1922 et est située dans la région administrative de l'Outaouais. Elle comprend une vingtaine de municipalités de cette région faisant partie de la MRC de Papineau ainsi qu'une partie de la ville de Gatineau. Elle a été nommée en l'honneur de Louis-Joseph Papineau, homme politique canadien-français du XIXe siècle.

## Historique
La circonscription de Papineau a été créée en 1922, en même temps qu'était créé le comté municipal de Papineau (jusqu'en 1972, la plupart des districts électoraux en région rurale correspondaient aux comtés municipaux), par le détachement de la partie sud de Labelle. En 1972, sa partie est est transférée dans Argenteuil, et une section au nord (Notre-Dame-du-Laus) est envoyée dans Laurentides-Labelle, tandis qu'on lui ajoute à l'ouest la ville de Pointe-Gatineau et une partie de Templeton-Ouest. En 1980, changements importants : la partie la plus urbanisée de Papineau, au sud-ouest, est détachée pour former la nouvelle circonscription de Chapleau, tandis que tout le territoire cédé à Argenteuil et à Laurentides-Labelle en 1972 est rapatrié dans Papineau avec en plus une petite partie de Gatineau. En 1985 Notre-Dame-du-Laus est retourné dans Labelle, et en 1992 la municipalité de Amherst est aussi transférée dans Labelle. 
En 2001, une partie de la ville de Gatineau jusqu'alors dans Chapleau est transférée à Papineau, et en 2011 une partie supplémentaire de cette ville passe dans Papineau tandis que la municipalité de Val-des-Monts est envoyée dans la circonscription de Gatineau.

## Territoire et limites
Papineau comprend la partie est de la ville de Gatineau, ainsi que les municipalités suivantes :
- Boileau
- Bowman
- Chénéville
- Duhamel
- Fassett
- Lac-des-Plages
- Lac-Simon
- L'Ange-Gardien
- Lochaber
- Lochaber-Partie-Ouest
- Mayo
- Montebello
- Montpellier
- Mulgrave-et-Derry
- Namur
- Notre-Dame-de-Bonsecours
- Notre-Dame-de-la-Paix
- Notre-Dame-de-la-Salette
- Papineauville
- Plaisance
- Ripon
- Saint-André-Avellin
- Saint-Émile-de-Suffolk
- Saint-Sixte
- Thurso
- Val-des-Bois

## Liste des députés
| Législature                   | Années       | Député           | Député          | Parti            |
| ----------------------------- | ------------ | ---------------- | --------------- | ---------------- |
| Papineau Créée depuis Labelle |              |                  |                 |                  |
| 16e                           | 1923–1927    |                  | Désiré Lahaie   | Libéral          |
| 17e                           | 1927–1931    |                  | Désiré Lahaie   | Libéral          |
| 18e                           | 1931–1935    |                  | Désiré Lahaie   | Libéral          |
| 19e                           | 1935–1936    |                  | Roméo Lorrain   | ALN              |
| 20e                           | 1936–1939    |                  | Roméo Lorrain   | Union nationale  |
| 21e                           | 1939–1944    |                  | Roméo Lorrain   | Union nationale  |
| 22e                           | 1944–1948    |                  | Roméo Lorrain   | Union nationale  |
| 23e                           | 1948–1952    |                  | Roméo Lorrain   | Union nationale  |
| 24e                           | 1952–1956    |                  | Roméo Lorrain   | Union nationale  |
| 25e                           | 1956–1960    |                  | Roméo Lorrain   | Union nationale  |
| 26e                           | 1960–1962    |                  | Roméo Lorrain   | Union nationale  |
| 27e                           | 1962–1966    |                  | Roméo Lorrain   | Union nationale  |
| 28e                           | 1966–1970    | Roland Théorêt   |                 | Union nationale  |
| 29e                           | 1970–1973    |                  | Mark Assad      | Libéral          |
| 30e                           | 1973–1976    |                  | Mark Assad      | Libéral          |
| 31e                           | 1976–1981    |                  | Jean Alfred     | Parti québécois  |
| 32e                           | 1981–1985    |                  | Mark Assad      | Libéral          |
| 33e                           | 1985–1988    |                  | Mark Assad      | Libéral          |
| 33e                           | 1989–1989    | Norman MacMillan |                 | Libéral          |
| 34e                           | 1989–1994    | Norman MacMillan |                 | Libéral          |
| 35e                           | 1994–1998    | Norman MacMillan |                 | Libéral          |
| 36e                           | 1998–2003    | Norman MacMillan |                 | Libéral          |
| 37e                           | 2003–2007    | Norman MacMillan |                 | Libéral          |
| 38e                           | 2007–2008    | Norman MacMillan |                 | Libéral          |
| 39e                           | 2008–2012    | Norman MacMillan |                 | Libéral          |
| 40e                           | 2012–2014    | Alexandre Iracà  |                 | Libéral          |
| 41e                           | 2014–2018    | Alexandre Iracà  |                 | Libéral          |
| 42e                           | 2018–2022    |                  | Mathieu Lacombe | Coalition avenir |
| 43e                           | 2022–présent |                  | Mathieu Lacombe | Coalition avenir |

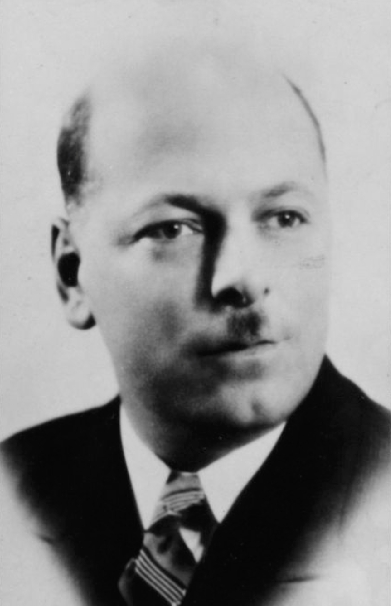
Roméo Lorrain est député de Papineau de 1935 à 1966 pour l'Action Libérale nationale et pour l'Union nationale.

## Résultats électoraux

### Évolution pour les principaux partis
| |
| - Union nationale (ancien) - Parti libéral - Crédit social (ancien) - Parti québécois - Action démocratique (ancien) - Québec solidaire - Coalition avenir - Parti conservateur |

### Résultats détaillés
|                                                                                               | Nom                       | Parti              | Nombre de voix | %      | Maj.   |
| --------------------------------------------------------------------------------------------- | ------------------------- | ------------------ | -------------- | ------ | ------ |
|                                                                                               | Mathieu Lacombe (sortant) | Coalition avenir   | 19 791         | 52,8 % | 14 627 |
|                                                                                               | Marie-Claude Latourelle   | Québec solidaire   | 5 164          | 13,8 % | -      |
|                                                                                               | Marc Carrière             | Conservateur       | 4 970          | 13,3 % | -      |
|                                                                                               | Audrey-Ann Chicoine       | Parti québécois    | 3 834          | 10,2 % | -      |
|                                                                                               | Wittlyn Kate Semervil     | Libéral            | 3 151          | 8,4 %  | -      |
|                                                                                               | Melissa Arbour            | Vert               | 450            | 1,2 %  | -      |
|                                                                                               | Cédric Brazeau            | Démocratie directe | 104            | 0,3 %  | -      |
| Total                                                                                         | Total                     | Total              | 37 464         | 100 %  |        |
| Le taux de participation lors de l'élection était de 59,4 % et 383 bulletins ont été rejetés. |                           |                    |                |        |        |

|                                                                                               | Nom                       | Parti               | Nombre de voix | %      | Maj.  |
| --------------------------------------------------------------------------------------------- | ------------------------- | ------------------- | -------------- | ------ | ----- |
|                                                                                               | Mathieu Lacombe           | Coalition avenir    | 16 975         | 46,9 % | 8 617 |
|                                                                                               | Alexandre Iracà (sortant) | Libéral             | 8 358          | 23,1 % | -     |
|                                                                                               | Mélanie Pilon-Gauvin      | Québec solidaire    | 5 434          | 15 %   | -     |
|                                                                                               | Yves Destroismaisons      | Parti québécois     | 3 828          | 10,6 % | -     |
|                                                                                               | Michel Tardif             | Vert                | 547            | 1,5 %  | -     |
|                                                                                               | Joanne Godin              | Conservateur        | 463            | 1,3 %  | -     |
|                                                                                               | Lynn Boyer                | Citoyens au pouvoir | 252            | 0,7 %  | -     |
|                                                                                               | Isabelle Yde              | Parti nul           | 227            | 0,6 %  | -     |
|                                                                                               | Claude Flaus              | Parti 51            | 84             | 0,2 %  | -     |
| Total                                                                                         | Total                     | Total               | 36 168         | 100 %  |       |
| Le taux de participation lors de l'élection était de 60,9 % et 446 bulletins ont été rejetés. |                           |                     |                |        |       |

|                                                                                               | Nom                       | Parti            | Nombre de voix | %      | Maj.  |
| --------------------------------------------------------------------------------------------- | ------------------------- | ---------------- | -------------- | ------ | ----- |
|                                                                                               | Alexandre Iracà (sortant) | Libéral          | 18 330         | 50,4 % | 9 355 |
|                                                                                               | Jean-Francois Primeau     | Parti québécois  | 8 975          | 24,7 % | -     |
|                                                                                               | René Langelier            | Coalition avenir | 5 860          | 16,1 % | -     |
|                                                                                               | Marc Sarazin              | Québec solidaire | 2 432          | 6,7 %  | -     |
|                                                                                               | Christine Gagné           | Parti nul        | 498            | 1,4 %  | -     |
|                                                                                               | Jonathan Beauchamp        | Option nationale | 309            | 0,8 %  | -     |
| Total                                                                                         | Total                     | Total            | 36 404         | 100 %  |       |
| Le taux de participation lors de l'élection était de 63,6 % et 455 bulletins ont été rejetés. |                           |                  |                |        |       |

|                                                                                               | Nom                   | Parti              | Nombre de voix | %      | Maj. |
| --------------------------------------------------------------------------------------------- | --------------------- | ------------------ | -------------- | ------ | ---- |
|                                                                                               | Alexandre Iracà       | Libéral            | 12 996         | 34,8 % | 167  |
|                                                                                               | Jean-François Primeau | Parti québécois    | 12 829         | 34,3 % | -    |
|                                                                                               | Chantal Dubé          | Coalition avenir   | 8 218          | 22 %   | -    |
|                                                                                               | Katia Gagnon          | Québec solidaire   | 1 963          | 5,3 %  | -    |
|                                                                                               | Jonathan Beauchamp    | Option nationale   | 574            | 1,5 %  | -    |
|                                                                                               | Christine Gagné       | Parti nul          | 446            | 1,2 %  | -    |
|                                                                                               | Mario Parent          | Indépendant        | 246            | 0,7 %  | -    |
|                                                                                               | Alexandre Deschênes   | Marxiste-léniniste | 115            | 0,3 %  | -    |
| Total                                                                                         | Total                 | Total              | 37 387         | 100 %  |      |
| Le taux de participation lors de l'élection était de 66,5 % et 399 bulletins ont été rejetés. |                       |                    |                |        |      |

| Élection générale québécoise de 2007 | Élection générale québécoise de 2007 | Élection générale québécoise de 2007 | Élection générale québécoise de 2007 | Élection générale québécoise de 2007 | Élection générale québécoise de 2003 | Élection générale québécoise de 2003 | Élection générale québécoise de 2003 | Élection générale québécoise de 2003 | Élection générale québécoise de 2003 |
| Candidat                             | Candidat                             | Parti                                | # de voix                            | % des voix                           | Candidat                             | Candidat                             | Parti                                | # de voix                            | % des voix                           |
| ------------------------------------ | ------------------------------------ | ------------------------------------ | ------------------------------------ | ------------------------------------ | ------------------------------------ | ------------------------------------ | ------------------------------------ | ------------------------------------ | ------------------------------------ |
|                                      | Norman MacMillan                     | Libéral                              | 13 559                               | 39,05 %                              |                                      | Norman MacMillan                     | Libéral                              | 17 933                               | 58,02 %                              |
|                                      | Gilles Hébert                        | Parti québécois                      | 9 353                                | 26,94 %                              |                                      | Gilles Hébert                        | Parti québécois                      | 8 279                                | 26,79 %                              |
|                                      | Serge Charette                       | ADQ                                  | 9 115                                | 26,25 %                              |                                      | Serge Charette                       | ADQ                                  | 3 833                                | 12,40 %                              |
|                                      | Patrick Mailloux                     | Vert                                 | 1 654                                | 4,76 %                               |                                      | Nathalie Gratton                     | Vert                                 | 576                                  | 1,86 %                               |
|                                      | Marie-Élaine Rouleau                 | Québec solidaire                     | 1 039                                | 2,99 %                               |                                      | Marie-Élaine Rouleau                 | UFP                                  | 286                                  | 0,93 %                               |
| Total                                | Total                                | Total                                | 34 720                               |                                      | Total                                | Total                                | Total                                | 30 907                               |                                      |

|                                                                                                 | Nom              | Parti                    | Nombre de voix | %      | Maj. |
| ----------------------------------------------------------------------------------------------- | ---------------- | ------------------------ | -------------- | ------ | ---- |
|                                                                                                 | Jean Alfred      | Parti québécois          | 12 967         | 36,3 % | 67   |
|                                                                                                 | Normand Racicot  | Libéral                  | 12 900         | 36,1 % | -    |
|                                                                                                 | Sylvio Huneault  | Union nationale          | 7 483          | 21 %   | -    |
|                                                                                                 | Herbert Carriere | Ralliement créditiste    | 1 947          | 5,5 %  | -    |
|                                                                                                 | Gilbert Dupuis   | Parti national populaire | 409            | 1,1 %  | -    |
| Total                                                                                           | Total            | Total                    | 35 706         | 100 %  |      |
| Le taux de participation lors de l'élection était de 79,6 % et 1 385 bulletins ont été rejetés. |                  |                          |                |        |      |

## Référendums
|  | Référendum                     | % du OUI | % du NON | Taux de participation |
|  | Référendum de 1980             | 29,91 %  | 70,09 %  | 83,49 %               |
|  | Accord de Charlottetown (1992) | 51,26 %  | 48,74 %  | 79 %                  |
|  | Référendum de 1995             | 36,51 %  | 63,49 %  | 93,48 %               |